# Stuart McCall
Andrew Stuart Murray McCall (Leeds, 10 de Junho de 1964) é um ex-futebolista e atualmente treinador de futebol escocês nascido na Inglaterra.

## Títulos

### Como jogador
Bradford City
- Campeonato Inglês da Terceira Divisão: 1984–1985

Rangers
- Campeonato Escocês: 1991–1992, 1992–1993, 1993–1994, 1994–1995, 1995–1996, 1996–1997

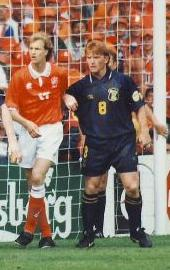
McCall (o ruivo) pela Escócia na Eurocopa 1996, contra os Países Baixos de Jordi Cruijff.

- Copa da Escócia: 1992, 1993, 1996
- Copa da Liga Escocesa: 1993, 1994

## Estatísticas como treinador
| Equipe        | País       | Desde              | Saída    | Portentagem | Portentagem | Portentagem | Portentagem | Portentagem |
| Equipe        | País       | Desde              | Saída    | J           | V           | E           | D           | Vit. %      |
| ------------- | ---------- | ------------------ | -------- | ----------- | ----------- | ----------- | ----------- | ----------- |
| Bradford City | Inglaterra | 22 de Maio de 2007 | Presente | 50          | 18          | 21          | 11          | 36.00       |